# Metod Trobec
Metod Trobec (* 6. Juni 1948 in Planina nad Horjulom; † 30. Mai 2006 in Dob pri Mirni, im Westen fälschlich unter dem Namen „Metod Torinus“ genannt), alias „The Vampire Killer“, war ein jugoslawischer Serienmörder.

## Verbrechen
Zwischen Oktober 1977 und Dezember 1979 vergewaltigte, folterte und strangulierte er in der Umgebung des Dorfes Dolenja Vas pri Polhovem Gradcu (heute Gemeinde Dobrova-Polhov Gradec in Slowenien) nachweislich fünf Frauen zwischen 18 und 52 Jahren: Vida Markovič (18 Jahre), Marjana Cankar (52 Jahre), Urška Brečko (20 Jahre), Ana Plevnik (42 Jahre) und Zorka Nikolić (35 Jahre).
Nach einem Raubüberfall auf einen deutschen Touristen, der eine gute Täterbeschreibung liefern konnte, kam die Miliz zum Bauernhof von Trobec, um ihn zu vernehmen. Als sie dabei zufällig den Backofen seines Hauses öffneten, entdeckten sie darin zahlreiche Menschenknochen und Totenschädel, die von Gerichtsmedizinern als die Überreste der fünf verschwundenen Frauen identifiziert wurden. Metod Trobec legte ein umfassendes Geständnis ab; er wurde am 10. Dezember 1980 wegen fünffachen Mordes für schuldig befunden und zum Tode verurteilt, jedoch wurde die Strafe kurz darauf in eine zwanzigjährige Haftstrafe umgewandelt. Wegen zweimaligen Mordversuchs (im Mai 1988 und am 28. August 1992) an einem Mitgefangenen wurde er zu einer zusätzlichen Haftstrafe von 15 Jahren verurteilt. Seine Gesamtstrafe wäre am 5. März 2015 abgelaufen, er erhängte sich jedoch am 30. Mai 2006 in seiner Einzelzelle im Alter von knapp 58 Jahren nach 27 Jahren Gefängnisaufenthalt.